# Polycentropus glacialis
Polycentropus glacialis là một loài Trichoptera trong họ Polycentropodidae. Chúng phân bố ở miền Tân bắc.